# Stadtkirche St. Wenzel (Naumburg)

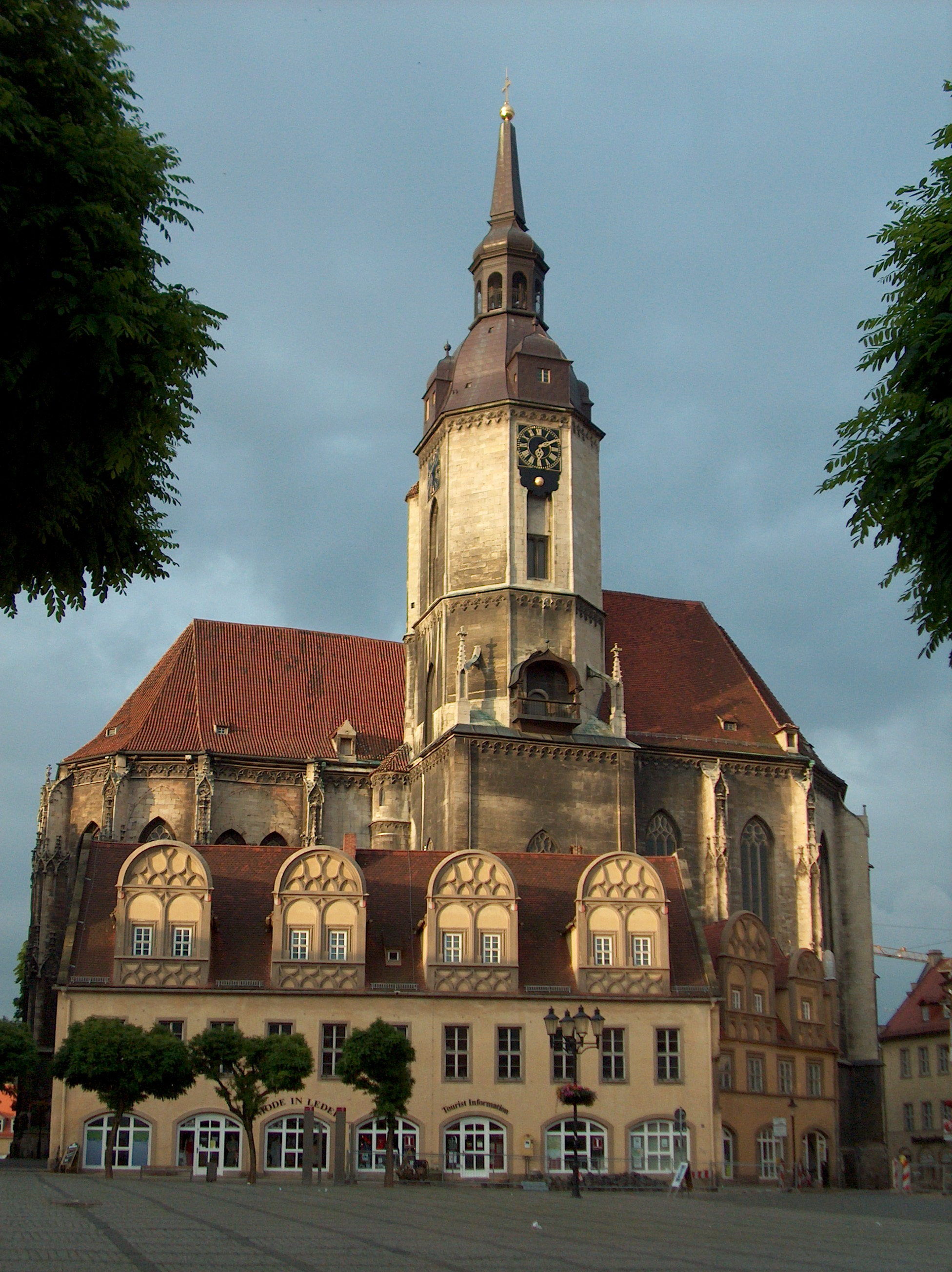
St. Wenzel in Naumburg (Saale) mit dem Schlösschen am Markt im Vordergrund

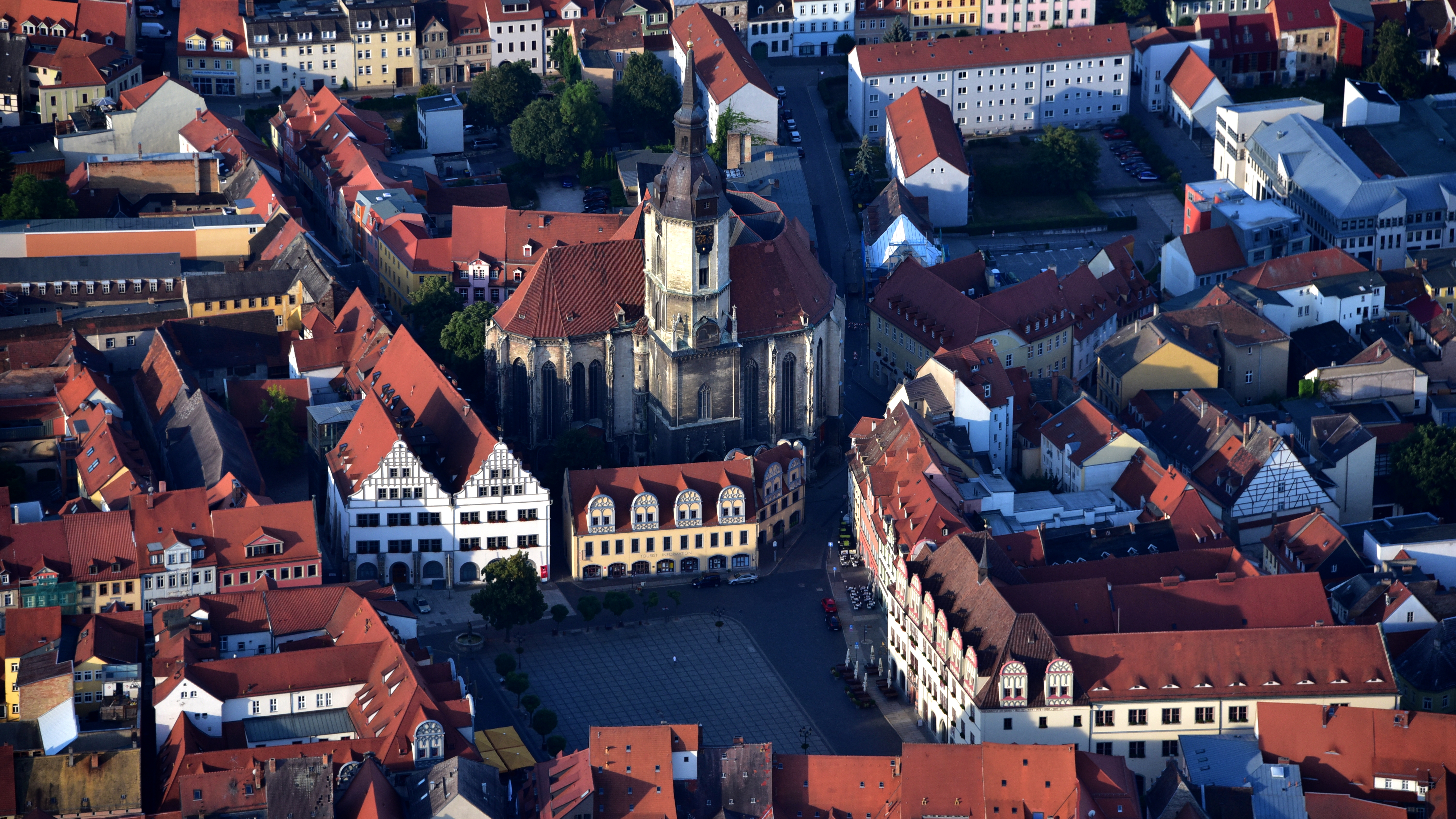
Stadtkirche St. Wenzel, Luftaufnahme (2018)

Die evangelisch-lutherische Stadtkirche St. Wenzel am Marktplatz von Naumburg ist die Hauptkirche der Stadt außerhalb des geistlichen Bezirks der ehemaligen Domfreiheit.

## Bauwerk

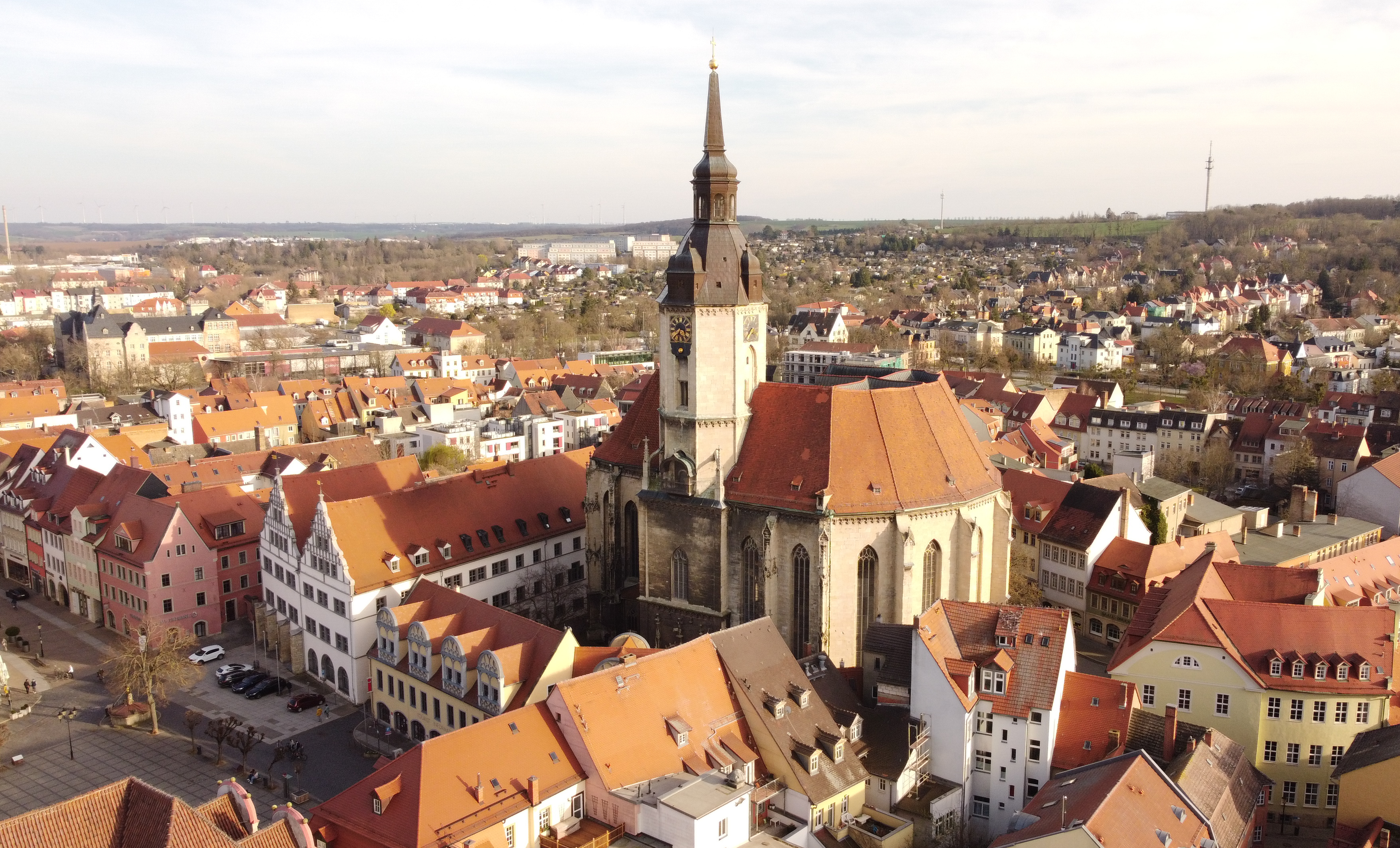
Luftaufnahme, 2024

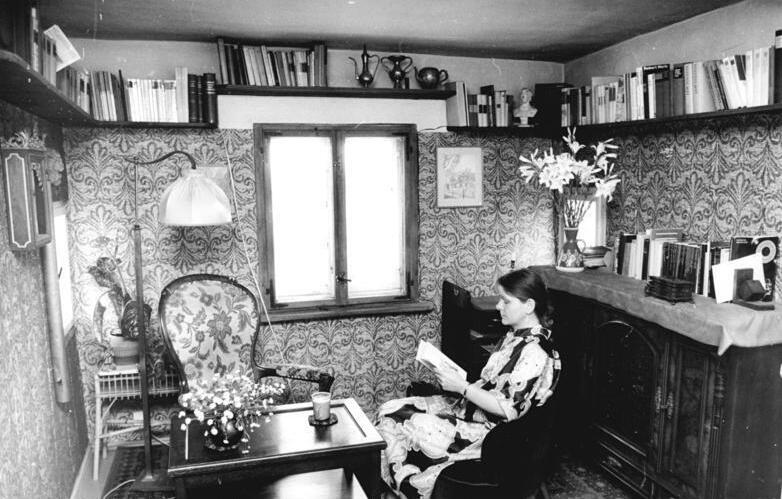
Die 36. Türmerin seit 1513 Angelika Thee in ihrer Türmerwohnung 1987

Als das markanteste Kirchenbauwerk und Wahrzeichen der Ratsstadt von Naumburg gehört die Wenzelskirche zu den bedeutsamsten Bauwerken an der Saale. Der spätgotische Bau von 1426 erhielt 1510/1520 sein Westportal und 1724 im Innern eine barocke Ausstattung. Ungewöhnlich ist die architektonische Gestaltung des Bauwerks mit einem langen, einschiffigen Chor und einem sehr kurzen dreischiffigen, zweijochigen Langhaus. Der Chor schließt mit einem Polygon aus fünf Seiten eines Zehnecks, das Schiff schließt nach Westen mit einem Polygon aus fünf Seiten eines Sechzehnecks. Die Anlage des Dachs ist ebenfalls einmalig: Über den Seitenschiffen und dem westlichen Polygon läuft ein ringförmiges Satteldach um das Bauwerk; ein zweites durchlaufendes Satteldach über Mittelschiff und Chor kreuzt sich über dem Ostteil des Langhauses mit einem dritten, quer liegenden Satteldach. Dadurch entstehen tiefe Trichter zwischen den Satteldächern über dem Langhaus, die im Dachboden nach außen entwässert werden. Eine Ansicht vom Turm oder über Satellitenbilddienste veranschaulicht die Anordnung besser als eine Beschreibung.
Der Chor zeigt die Schmuckformen des Weichen Stils, die auch teilweise auf der Nordseite des Langhauses übernommen wurden. Die Fenster sind außergewöhnlich schlank proportioniert und mit reichem Fischblasenmaßwerk versehen. Weiterhin sind die Strebepfeiler und besonders das Nordportal aus der ersten Hälfte des 15. Jahrhunderts und das Westportal von 1510 reich mit Fialen und Profilen geschmückt. Charakteristisch ist weiter der Kleeblattbogenfries mit Lilienenden, der an der Traufe und an weiteren Stellen vorkommt.

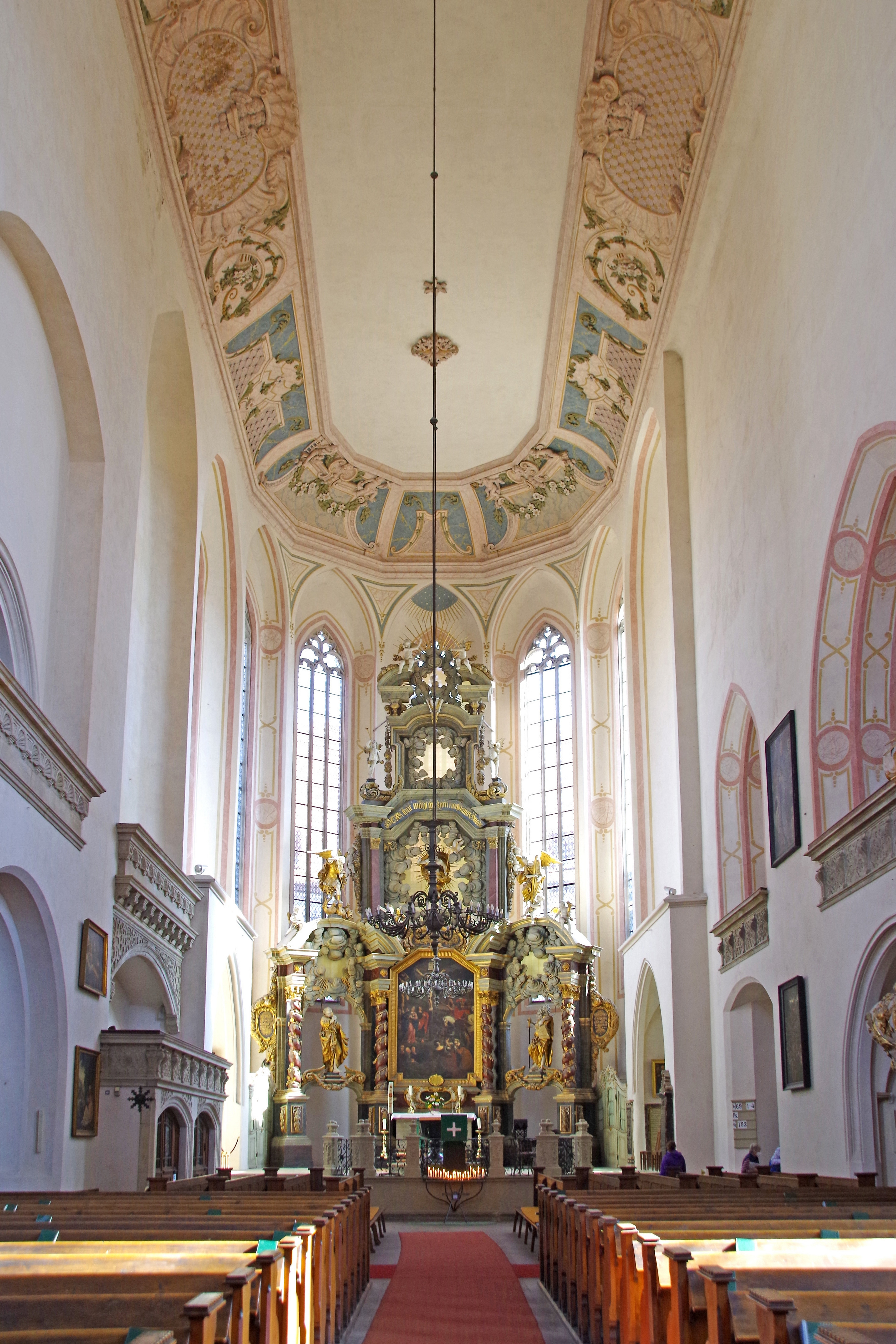
Innenraum, Blick zum Altar

Das Innere ist durch die Umgestaltung in der Barockzeit geprägt, nimmt aber die zentralisierende Tendenz des Raumes auf, die bereits in der Spätgotik angelegt ist. Es besitzt kein Gewölbe, sondern erhielt die Decke erst 1724.
Hervorhebenswert sind unter anderem der barocke Hochaltar von 1680 sowie Gemälde aus der Werkstatt von Lucas Cranach d. Ä. Bemerkenswert ist auch die Grabplatte des August von Leubelfing, Page des Schwedenkönigs Gustav II. Adolf. Der Raum erhält durch die drei übereinander angeordneten Emporen im Westen und durch den kulissenähnlichen Altar eine theaterähnliche Wirkung. Dennoch ist der Altaraufbau ein bemerkenswert unkonventionelles Werk, das sich mit seiner steilen Proportionierung und seinen Öffnungen mit Wolkengloriolen gut in den ehemals gotischen Chorraum einfügt. Die Kanzel ist ein Werk von 1725–1729 und wurde 1765/66 nochmals überarbeitet. Die Chorbalustrade stammt ebenfalls von 1766.
Der Kirchturm der Wenzelskirche ist mit 72 Metern der höchste Turm der Stadt. Er hat in seiner Türmerwohnung in 53 Metern Höhe eine öffentlich zugängliche Aussichtsplattform. Besonders ist, dass der Kirchturm nicht der Kirche, sondern der Stadt Naumburg gehört, dementsprechend auch für städtische, vom Türmer wahrgenommene Aktivitäten wie die Brandschau genutzt wurde.

## Orgel

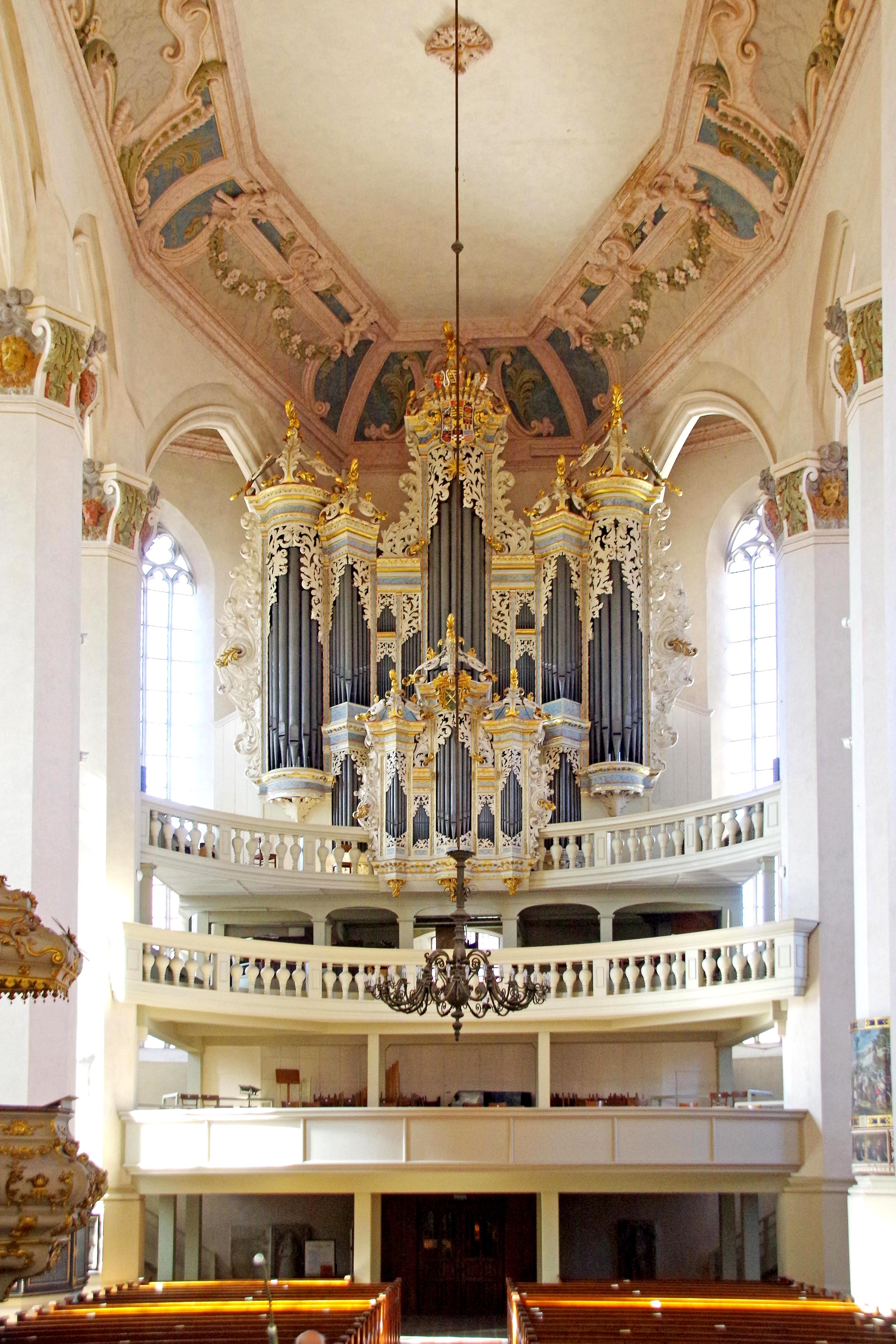
Empore mit Hildebrandt-Orgel (2020)

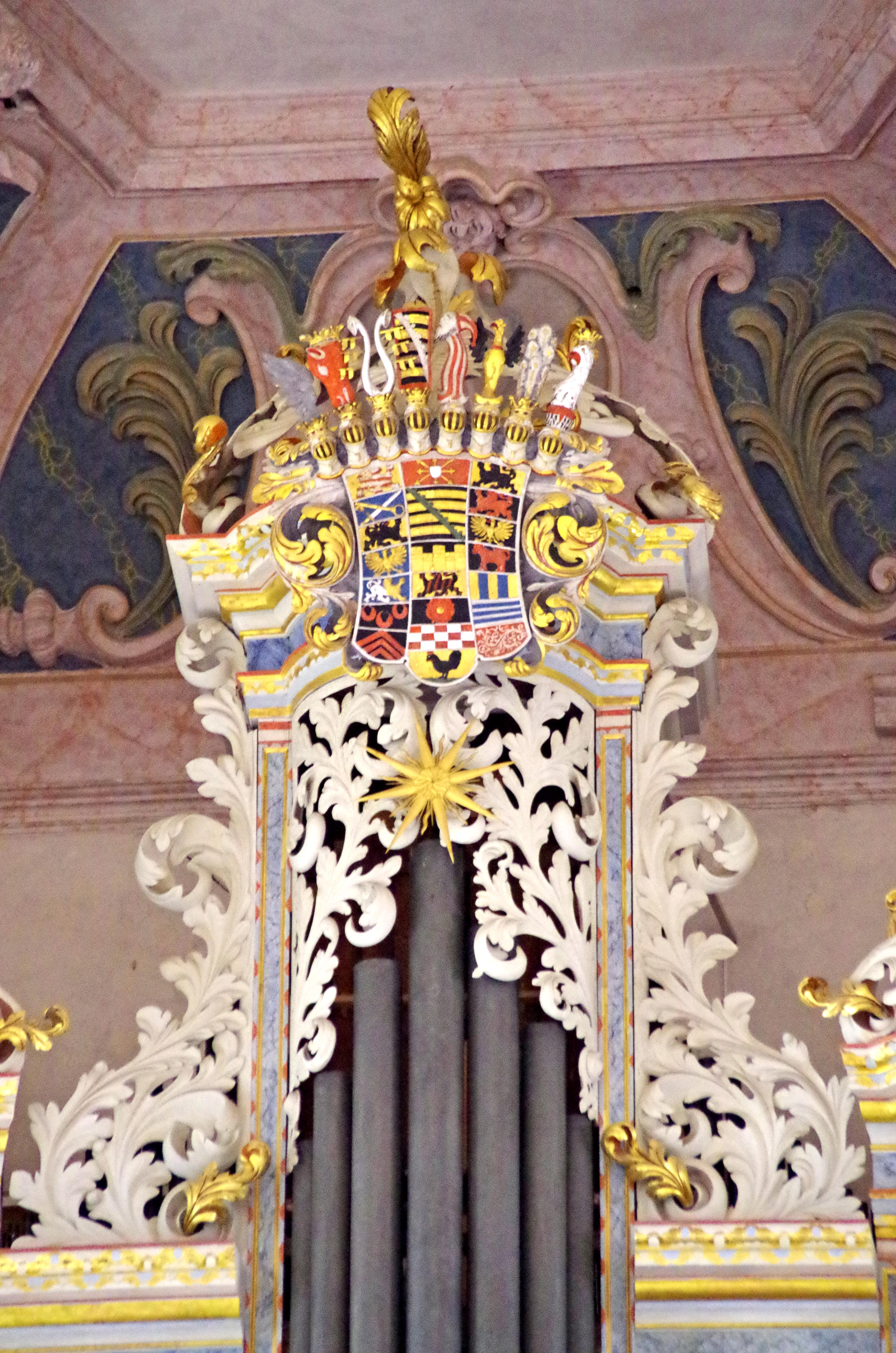
Kursächsisches Wappen am Orgelprospekt

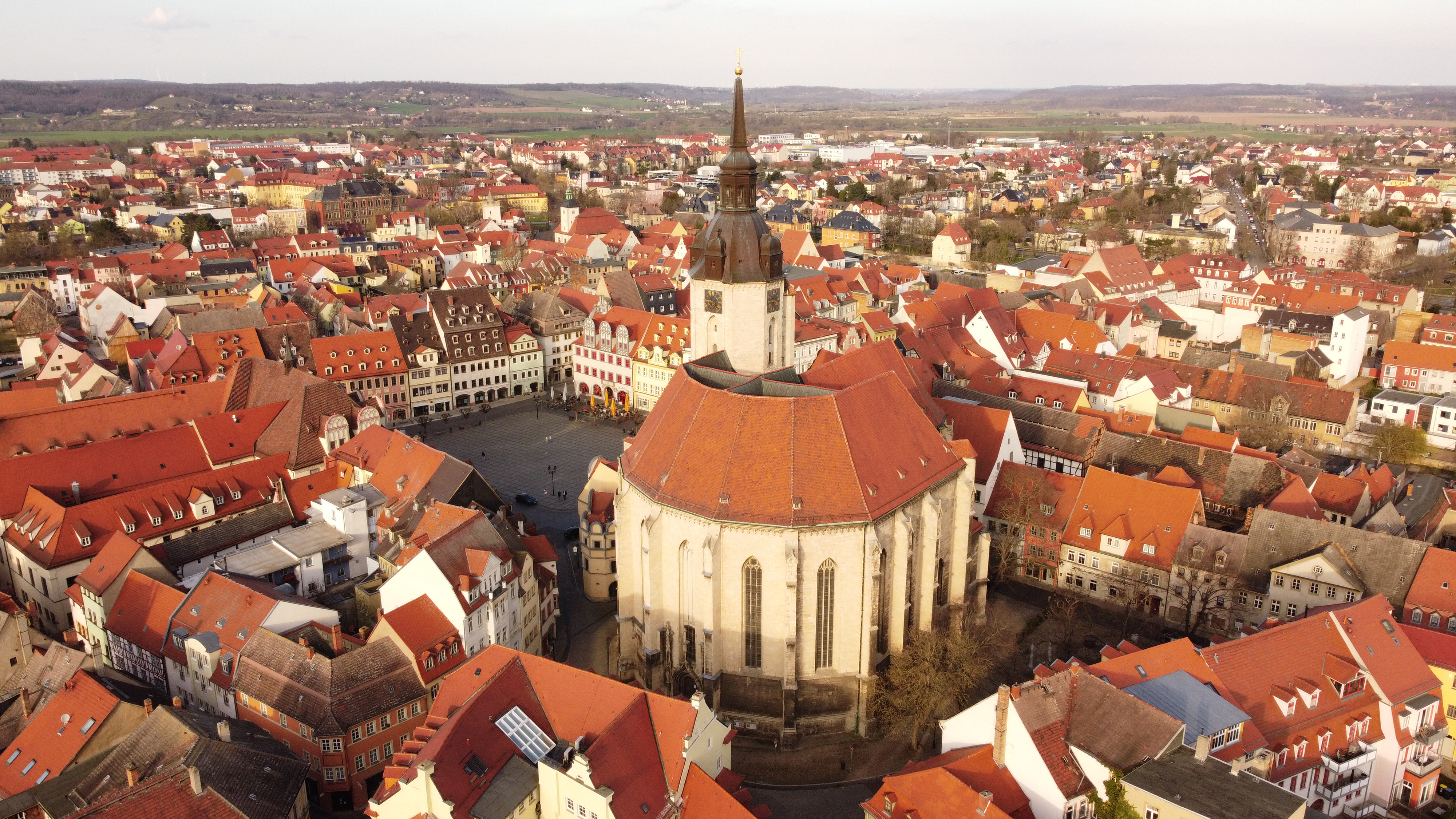
Die Kirche mit dem Markt im Hintergrund

Die Orgel von Zacharias Hildebrandt ist ein Juwel barocker Orgelbautradition. 1743 schlossen die Stadt Naumburg und Hildebrandt einen Kontrakt über eine Orgel mit 53 Registern. Sie wurde im Jahre 1746 unter Verwendung eines prachtvoll mit Akanthusornamentik verzierten Prospekts von Zacharias Thayßner aus den Jahren 1695/1697 erbaut. Johann Sebastian Bach und Gottfried Silbermann nahmen das Instrument am 27. September 1746 ab. Es wurde von 1993 bis 2000 durch die Firma Hermann Eule Orgelbau Bautzen aufwändig restauriert und rekonstruiert. Dabei wurden der 1912 bis 1915 durch Oskar Ladegast erfolgte Einbau von Kegelladen ins Oberwerk und die von Walcker 1932/33 vorgenommene Pneumatisierung der Traktur wieder rückgängig gemacht und der ursprüngliche Spielschrank reaktiviert. Die durch Friedrich Beyer 1834 und Friedrich Ladegast 1864 veränderte Originaldisposition Hildebrandts wurde, nachdem Eule bereits in den 1960er Jahren eine Annäherung an den Klang von 1746 vornahm, ebenfalls wiederhergestellt. Die Wiederherstellung war von besonderer Bedeutung, da diese Orgel wie kaum eine andere die Vorstellung Bachs von einer „recht grossen und recht schönen Orgel“ realisiert. Die Disposition lautet wie folgt:
| I Rückpositiv CD–c3 |                  |     |
| 1.                  | Principal        | 08′ |
| 2.                  | Viol di Gambe    | 08′ |
| 3.                  | Quintadehn       | 08′ |
| 4.                  | Rohr-Floete      | 08′ |
| 5.                  | Prestanta        | 04′ |
| 6.                  | Vagara           | 04′ |
| 7.                  | Rohr-Floete      | 04′ |
| 8.                  | Nassat           | 03′ |
| 9.                  | Octava           | 02′ |
| 10.                 | Rausch-Pfeife II |     |
| 11.                 | Mixtur V         |     |
| 12.                 | Fagott           | 16′ |
|                     | Tremulant        |     |

| II Hauptwerk CD–c3 |                |     |
| 13.                | Principal      | 16′ |
| 14.                | Quintadehn     | 16′ |
| 15.                | Octava         | 08′ |
| 16.                | Spitz-Floete   | 08′ |
| 17.                | Gedakt         | 08′ |
| 18.                | Praestanta     | 04′ |
| 19.                | Spitz-Floete   | 04′ |
| 20.                | Sesquialter II |     |
| 21.                | Quinta         | 03′ |
| 22.                | Octava         | 02′ |
| 23.                | Weit-Pfeife    | 02′ |
| 24.                | Mixtur VIII    |     |
| 25.                | Cornet IV      |     |
| 26.                | Bombart        | 16′ |
| 27.                | Trompete       | 08′ |
|                    | Tremulant      |     |

| III Oberwerk CD–c3 |                |         |
| 28.                | Bordun         | 16′     |
| 29.                | Principal      | 08′     |
| 30.                | Hohl-Floete    | 08′     |
| 31.                | Princ.und.mar. | 08′     |
| 32.                | Praestanta     | 04′     |
| 33.                | Gemshorn       | 04′     |
| 34.                | Quinta         | 03′     |
| 35.                | Octava         | 02′     |
| 36.                | Wald-Floete    | 02′     |
| 37.                | Tertia         | 01 3⁄5′ |
| 38.                | Quinta         | 01 ⁄2′  |
| 39.                | Sif-Floete     | 01′     |
| 40.                | Scharff V      |         |
| 41.                | Vox humana     | 08′     |

| Pedal CD–d1 |                 |     |
|             | Vorderlade      |     |
| 42.         | Principal       | 16′ |
| 43.         | Octaven Bass    | 08′ |
| 44.         | Violon Bass     | 08′ |
| 45.         | Octaven Bass    | 04′ |
| 46.         | Octava          | 02′ |
| 47.         | Mixtur Bass VII |     |
| 48.         | Trompet. Bass   | 08′ |
| 49.         | Clarin Bass     | 04′ |
|             | Hinterlade      |     |
| 50.         | Subbass         | 16′ |
| 51.         | Violon Bass     | 16′ |
| 52.         | Posaune*        | 32′ |
| 53.         | Posaune         | 16′ |

- Koppeln: I/II, III/II, II/P
- Spielhilfen: Sperrventile (II, III), Schwebung (III), Cymbelstern
  - Holzbecher mit voller Länge[5]

### Organisten
Folgende Personen wirkten als Organisten an der Wenzelskirche:
- 1616–?: Christian Engel
- 1632–1654: Augustin Vocke
- 1654–1694: Johann Leo
- 1694–1715: Johann Magnus Knüpfer
- 1715–1733: Benedict Friedrich Theile
- 1733–1748: Christian Kluge
- 1748–1759: Johann Christoph Altnikol
- 1759–1794: Johann Friedrich Gräbner

(...)
- 1930er Jahre: Wilhelm Nichterlein[6]
- 1971–2008: Irene Greulich
- 2008–2018: David Franke
- 2018–2019: Hans Christian Martin[7]
- seit 2019: Nicolas Berndt[8]

## Glocken
Sechs Glocken hängen im Turm. Die drei größeren wurden 1518 von Martin Hilliger aus Freiberg gegossen und hängen seit dem Jahr 2000 restauriert in einem massiven, spätgotischen Holzglockenstuhl aus den Jahren 1521/1523. Dieses Dreiergeläut der Wenzelskirche hat überregionale Bedeutung aufgrund der Tatsache, dass es in Sachsen-Anhalt das einzige vollständig erhaltene mittelalterliche Geläut von einem Meister aus einem Guss ist.
Die drei Bronze-Kirchenglocken sind von hoher gusstechnischer und künstlerischer Qualität: Sie tragen als Zierde ein jeweils abgewandeltes Blattranken-Dekor, darüber zwischen Ornamentleisten Schulterinschriften in Majuskeln.
Die mit einem Durchmesser von 104,5 Zentimeter und einem Gewicht von etwa 678 Kilogramm nach der Restaurierung kleinste Glocke hat die lateinische Inschrift: “AVE MARIA GRACIA PLENA DOMINVS TECVM BENEDICTA TV IN MVLIERIBVS ET BENEDICTVS FRVCTVS VEN 1518” (= Gegrüßt seist du, Maria, voll der Gnaden, der Herr ist mit dir, gebenedeit bist du unter den Weibern, und gebenedeit ist die Frucht deines Leibes).
Die nächstgrößere Glocke mit etwa 1.211 Kilogramm Gewicht und 126,2 Zentimeter Durchmesser ziert der Spruch: O REX GLORIE CRISTHE VENI CVM SANCTISSIMA PACE. AMEN 1518 (= Christus, König der Herrlichkeit, komme mit deinem heiligsten Frieden! Amen 1518).
Die in mittlerer Position angebrachte Glocke mit dem Gewicht von 2.309 Kilogramm und dem Durchmesser von 155,4 Zentimeter hat einen Vers aus Psalm 112 als Inschrift: SIT NOMEN DOMINI BENEDICTVM EX HOC NVNC ET VSQUE IN SECVLVM A 1518. (= Der Name des Herrn sei gepriesen von nun an bis in Ewigkeit! Amen 1518). Diese Glocke trägt zwei Reliefs: Auf der Rückseite ist der Kirchenpatron Wenzel mit dem Naumburger Stadtwappen zu sehen, auf der Vorderseite eine gekrönte Mondsichelmadonna im Strahlenkranz.
In der Laterne des Turmes sind sowohl die beiden neuen Uhrglocken zu Hause als auch die alte Schulglocke, die 1763 C. W. Becker in Naumburg gegossen hat kurz vor Ende des siebenjährigen Krieges: ANXIO CLAMORE PERII, PACE REDEO (= Ich sprung bey bangen Kriegsgeschrey, am Friedensfest erschien ich neu.), oberhalb davon das Relief des Stadtpatrons Wenzel mit dem Stadtwappen.
Die beiden Schalen wurden 2001 von der Kunst- und Glockengießerei Lauchhammer gegossen – die Stundenglocke mit 80 Zentimeter Durchmesser und 180 Kilogramm Gewicht, die Viertelstundenglocke bringt es auf 60 Zentimeter Durchmesser bei 75 Kilogramm Gewicht.

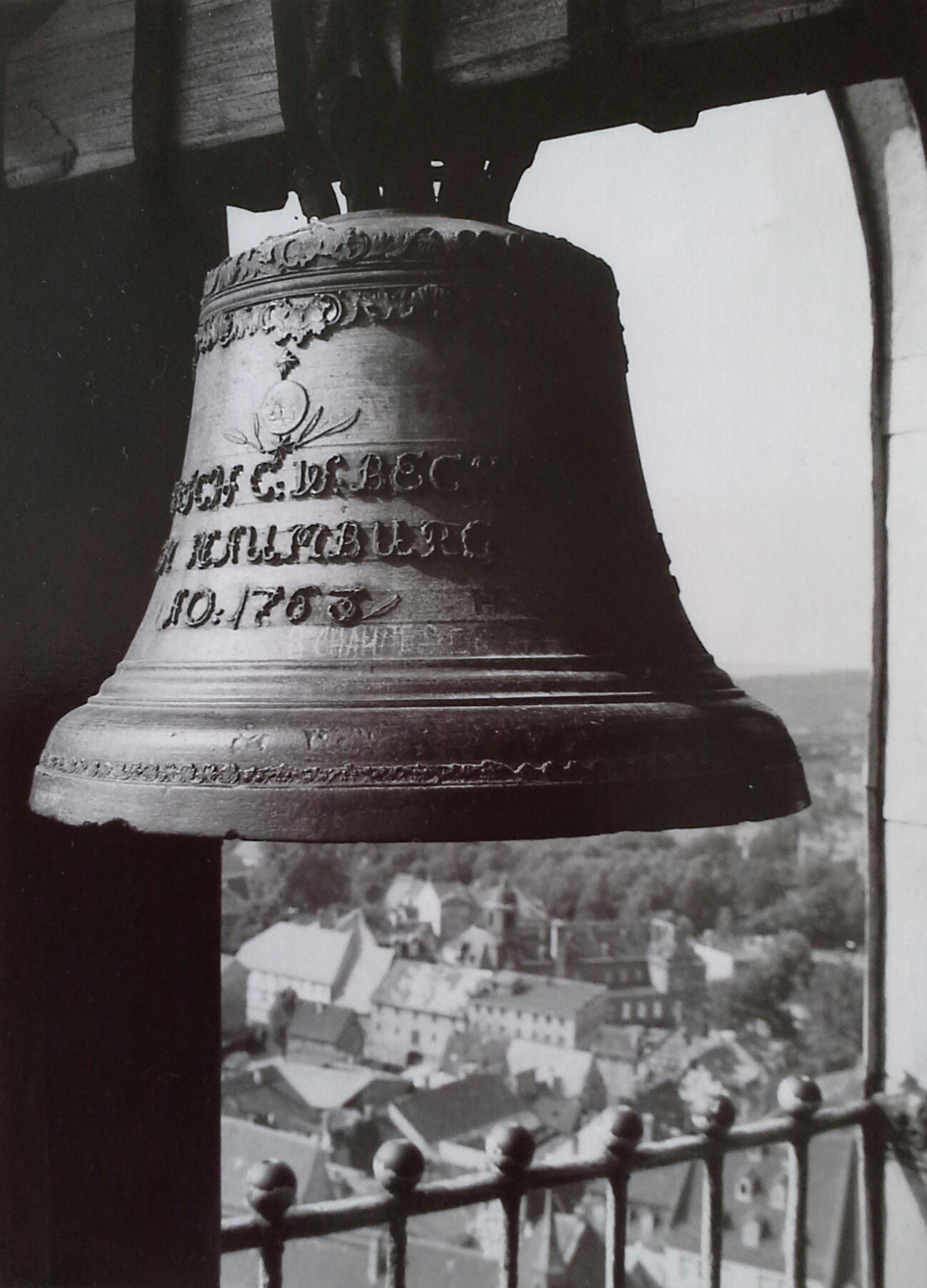
Die Tor-, Schul- und Beichtglocke 1985

In der Turmlaterne hängt neben zwei Uhrschlagschalen die Tor-, Schul- und Beichtglocke aus dem Jahre 1763.
| Nr. | Bezeichnung                   | Gussjahr | Gießer                                 | Durchmesser (mm) | Gewicht (kg) | Nominal (16tel) | Glockenstuhl |
| 1   |                               | 1518     | Martin Hilliger, Freiberg              | 1554             | 2309         | des1 +4         | Glockenstube |
| 2   |                               | 1518     | Martin Hilliger                        | 1262             | 1211         | f1 −3           | Glockenstube |
| 3   | Angelus- oder Marienglocke    | 1518     | Martin Hilliger                        | 1045             | 678          | as1 −1          | Glockenstube |
| 4   | Tor-, Schul- und Beichtglocke | 1763     | C. W. Becker, Naumburg                 | 530              | ~85          | ges2 −5         | Laterne      |
|     | Stundenglocke                 | 2001     | Kunst- und Glockengießerei Lauchhammer | 800              | 180          | ~d1             | Laterne      |
|     | Viertelstundenglocke          | 2001     | Kunst- und Glockengießerei Lauchhammer | 600              | 75           | ~fis1           | Laterne      |